# Morris Possoni
Morris Possoni   (Ponte San Pietro, 1 de juliol de 1984) és un ciclista italià, ja retirat, que fou professional del 2005 al 2012.
Va debutar com a stagiare a l'equip Lampre-Caffita el 2005. El 2006 es va fer professional de ple dret i el 2008 fitxà pel Team High Road. Aquell any fou segon en una etapa de la Volta al País Basc i novè a la Volta a Llombardia. L'any següent, amb el Team Columbia, va guanyar dues contrarellotge per equips, al Tour de Romandia i al Giro d'Itàlia. El 2010 va fitxar pel recentment format equip britànic Sky i fou segon al Brixia Tour.
Una vegada retirat passà a treballar com a mecànic, primer a l'equip Lampre i després a l'Astana Pro Team. A finals del 2014 La Gazzetta dello Sport va revelar que era un dels clients del controvertit metge italià Michele Ferrari.

## Palmarès
- 2005
  - 1r al Giro delle Valli Cuneesi nelle Alpi di Mare i vencedor d'una etapa
  - 1r al Giro della Valle d'Aosta i vencedor d'una etapa
  - 1r a la Biella-Oropa

### Resultats a la Volta a Espanya
- 2007. 88è de la classificació general
- 2011. 80è de la classificació general
- 2012. No surt (13a etapa)

### Resultats al Giro d'Itàlia
- 2008. 44è de la classificació general
- 2009. 83è de la classificació general
- 2010. Abandona (13a etapa)
- 2011. 79è de la classificació general